# Gelber Hermelin
Der Gelbe Hermelin (Trichosea ludifica), zuweilen auch Eberescheneule genannt, ist ein sehr seltener und vom Aussterben bedrohter Schmetterling (Nachtfalter) aus der Unterfamilie der Pantheinae innerhalb der Eulenfalter (Noctuidae).

## Merkmale

### Falter
Der Gelbe Hermelin ist ein mittelgroßer Falter mit einer Flügelspannweite von 38 bis 43 Millimetern. Kopf und Thorax sind grünlich-weiß und mit zwei schwarzen Punkten auf der Oberseite versehen. Der Thorax ist von oben betrachtet mit einer schwarzen Linie umrandet. Der Hinterleib der Falter ist gelblich und besitzt auf jedem Segment schwarze Rückenflecke. Die Grundfarbe der Vorderflügel ist weißlich bis grünlich, mit unregelmäßig verteilten schwarzen Flecken und deutlich gezeichneten, gezackten, teilweise auch unterbrochenen Querlinien und Mittelschatten. Ring- und Nierenmakel sind schwarz umrandet. Die Hinterflügel des Männchens sind gelblichweißlich mit schwarzen Adern. Am Innenrand wird die Farbe intensiver gelb. Die Hinterflügel der Weibchen sind schwarzgrau mit schwarzen Adern. Die Fransen sämtlicher Flügel sind abwechselnd schwarz und weiß gescheckt.

### Raupe
Die Raupe ist von graublauer Grundfarbe mit orangeroten Rücken- und Nebenrückenlinien. An den Seiten befinden sich auf jedem Seitensegment schwarze, gelb eingefasste Flecke mit gelber Mittellinie. Die Seitenstreifen sind weiß, die Stigmen schwarz und gelb umrandet. Auf dem Rücken befindet sich hinter dem dritten sowie auf dem letzten Segment jeweils eine weißliche Makel. Die Behaarung ist dünn und von braungelber Farbe. Die Haare stehen auf kleinen schwarzen Warzen. Die auf einem geteilten Zapfen stehenden Haare des 11. Segments sind schwarz und lang. Der Kopf der Raupe ist vorn etwas abgeplattet und schwärzlich gefärbt.

### Puppe
Die Puppe ist gedrungen und glänzend braun. Der Kremaster ist kurz.

### Ähnliche Arten
Eine gewisse Ähnlichkeit besteht zur Klosterfrau (Panthea coenobita). Hauptunterscheidungsmerkmal ist jedoch der gelbliche Leib des Gelben Hermelins.

## Geographische Verbreitung und Lebensraum
Der Gelbe Hermelin hat ein sehr ausgedehntes Verbreitungsgebiet, das von der Iberischen Halbinsel im Westen bis in den Fernen Osten (Amurgebiet, Nordchina, Japan und Korea) reicht. Im Süden endet es in Nordspanien, Norditalien und auf der nördlichen Balkanhalbinsel. Im Norden kommt der Gelbe Hermelin bis Mittelfinnland und Nordrussland vor. Die Art fehlt auf den Britischen Inseln und auf der Skandinavischen Halbinsel (mit Ausnahme eines kleinen Vorkommens in Schonen) fast völlig. Allerdings ist das Vorkommen sehr vereinzelt und viele frühere Vorkommen sind wohl bereits erloschen (z. B. in Baden-Württemberg). In Spanien sind nur einige wenige Beobachtungen im Gebiet um Madrid und in der nördlichen Mitte bekannt. In Deutschland gibt es nur noch Nachweise aus dem bayerischen Alpenvorland. In Mitteleuropa kommt die Art nur noch vereinzelt in Westfrankreich, der Schweiz, Österreich, Tschechien, Slowenien, Rumänien und Südpolen vor. Die Art wurde in den Alpen in Höhen bis zu 1300 Metern nachgewiesen. Sie kommt bevorzugt in hügeligem oder bergigem Gelände vor.

## Lebensweise
Der Gelbe Hermelin ist bivoltin; d. h., es werden zwei Generationen pro Jahr ausgebildet. Die Falter der ersten Generation fliegen im Mai und Juni, die Falter der zweiten Generation im August und September. Sie sind nachtaktiv und fliegen auch künstliche Lichtquellen an.
Die Raupen ernähren sich von den Blättern diverser Laubbäume und Büsche, wie z. B. Vogelbeere (Sorbus aucuparia), Eichen (Quercus), Birken (Betula), Prunus, Birnen (Pyrus), Äpfel (Malus), Rosen (Rosa), Linden (Tilia), Ulmen (Ulmus), Hainbuchen (Carpinus), Kreuzdorn (Rhamnus) und Weiden (Salix).
Die Puppe überwintert in einem dichten weißen Gespinst.

## Schutz
Die Art ist in Deutschland in allen Gebieten ihres Vorkommens besonders geschützt.